# Victory Road (2011)
Victory Road 2011 est un pay-per-view de catch organisé par la fédération Total Nonstop Action Wrestling. Il s'est déroulé le 13 mars 2011 dans l'Impact! Zone, à Orlando.

## Contexte
Les spectacles de la Total Nonstop Action Wrestling en paiement à la séance sont constitués de matchs aux résultats prédéterminés par les scénaristes de la TNA. Ces rencontres sont justifiées par des storylines - une rivalité avec un catcheur, la plupart du temps - ou par des qualifications survenues dans les émissions de la TNA telles que TNA Xplosion et TNA Impact!. Tous les catcheurs possèdent un gimmick, c'est-à-dire qu'ils incarnent un personnage face (gentil), heel (méchant) ou tweener (neutre, apprécié du public), qui évolue au fil des rencontres. Un pay-per-view comme Victory Road est donc un évènement tournant pour les différentes storylines en cours.

## Match

### TNA World Tag Team Championship
Beer Money, Inc.(James Storm et Robert Roode) le 3 mars 2011 a battu Gunner et Murphey (équipe des Immortal). À la suite de ce combat Ink Inc (Jesse Neal et Shannon Moore ont demandé un match de Championnat à Victory Road et Beer Money a accepté.

### TNA World Heavyweight Championship
Mr Anderson ayant pris le titre de champion du monde poids lourd de Jeff Hardy à Genesis (2011), ce dernier a récupéré son titre à Against All Odds (2011) dans un Ladder match. Il a ensuite conservé son titre face à Rob Van Dam à TNA Impact! mais lors de l'épisode spécial d'Impact! à Fayette ville en Caroline du Nord Jeff Hardy a encore défendu son titre mais cette fois ci face à Sting qui gagne le match et devient le nouveau Champion du monde de la TNA. Son match revanche sera à Victory Road

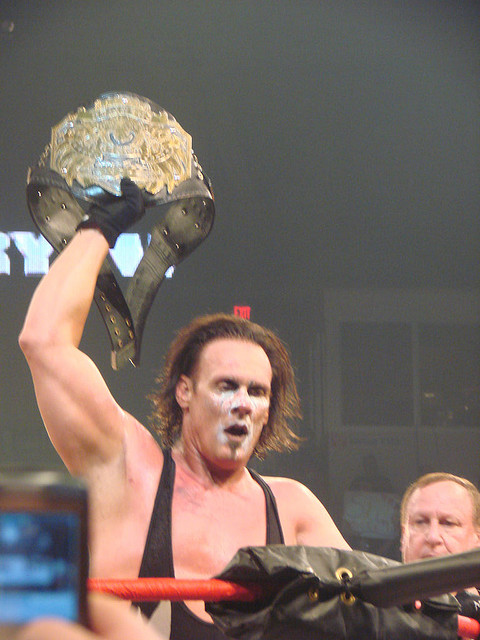
Sting en tant que Champion de la TNA en 2009

### Match pour définir le contender n*1 au TNA World Heavyweight Championship
RVD affrontera Mr Anderson pour définir qui sera le nouvel aspirant au titre suprême de la fédération.

### Matt Hardy vs AJ Styles
À la suite de la trahison de Ric Flair, AJ Styles est rentré en feud avec le complice du Nature Boy, Matt Hardy. Le 10 mars, Styles perd contre Flair et Matt Hardy.

### TNA X Division Championship
Kazarian va affronter Max Buck, Robbie E (avec Cookie) et Jeremy Buck car lors de Against All Odds (2011), il devait avoir un match pour être challenger n°1 au titre X Division sauf que Generation Me n'ont pas pu se rendre à Against All Odds donc le match s'est transformé en Ultimate X et en fatal 4 way mais à Against All Odds, Kazarian a affronté Robbie E mais a conservé le TNA X Division Championship

### First Blood Match
Les deux anciens partenaires par équipe Matt Morgan et Hernandez s'affronte dans un combat ou le premier qui saigne a perdu.

### Knockouts Tag Team Championship
Les championnes Angelina Love et Winter défendront leur titre face à Sarita et à sa cousine Rosita.

### Open Challenge de Bully Ray
Après avoir trahi son ancien coéquipier, Devon, Bully Ray est rentré en feud avec lui. Lors de Against All Ods Ray a fait passer l'un des fils de Devon à travers une table, ce que n'a pas apprècier son père et l'ami de celui-ci, Tommy Dreamer. Dreamer a donc décidé de relever le défi lancé par Ray en l'affrontant lors de Victory Road.

## Matches de la soirée
| # | Matches                                                                                   | Stipulations                                                                    | Temps |
| - | ----------------------------------------------------------------------------------------- | ------------------------------------------------------------------------------- | ----- |
| 1 | Tommy Dreamer bat Bully Ray                                                               | Falls Count Anywhere match                                                      | 10:45 |
| 2 | Sarita et Rosita battent Angelina Love et Winter (c)                                      | Match simple pour le TNA Knockout Tag Team Championship                         | 4:58  |
| 3 | Hernandez bat Matt Morgan                                                                 | First Blood match                                                               | 8:35  |
| 4 | Kazarian (c) bat Robbie E, Max Buck et Jeremy Buck                                        | Ultimate X match pour le TNA X Division Championship                            | 14:22 |
| 5 | Beer Money(Robert Roode et James Storm) (c) battent Ink Inc (Jesse Neal et Shannon Moore) | Tag team match pour le TNA World Tag Team Championship                          | 12:30 |
| 6 | AJ Styles bat Matt Hardy (avec Ric Flair)                                                 | Match simple                                                                    | 17:38 |
| 7 | Rob Van Dam vs Mr Anderson se termine en No Contest                                       | Match simple pour être le challenger pour le TNA World Heavyweight Championship | 12:54 |
| 8 | Sting (c) bat Jeff Hardy                                                                  | Match sans disqualification pour le TNA World Heavyweight Championship          | 1:28  |

## Sources
1. ↑  (en) « TNA screws fans: Victory Road full of potholes », sur SLAM! Wrestling (consulté le 1er février 2014)
2. ↑  (en) « TNA Victory Road '11 », sur Pro Wrestling Illustrated (consulté le 1er février 2014)